# 1588 год
1588 (ты́сяча пятьсо́т во́семьдесят восьмо́й) год  по григорианскому календарю — високосный год, начинающийся в пятницу. Это 1588 год нашей эры, 8‑й год 9‑го десятилетия XVI века 2‑го тысячелетия, 9‑й год 1580‑х годов. Он закончился 437 лет назад.
| Пн | Вт | Ср | Чт | Пт | Сб | Вс |
|    |    |    |    | 1  | 2  | 3  |
| 4  | 5  | 6  | 7  | 8  | 9  | 10 |
| 11 | 12 | 13 | 14 | 15 | 16 | 17 |
| 18 | 19 | 20 | 21 | 22 | 23 | 24 |
| 25 | 26 | 27 | 28 | 29 | 30 | 31 |

| Пн | Вт | Ср | Чт | Пт | Сб | Вс |
| 1  | 2  | 3  | 4  | 5  | 6  | 7  |
| 8  | 9  | 10 | 11 | 12 | 13 | 14 |
| 15 | 16 | 17 | 18 | 19 | 20 | 21 |
| 22 | 23 | 24 | 25 | 26 | 27 | 28 |
| 29 |    |    |    |    |    |    |

| Пн | Вт | Ср | Чт | Пт | Сб | Вс |
|    | 1  | 2  | 3  | 4  | 5  | 6  |
| 7  | 8  | 9  | 10 | 11 | 12 | 13 |
| 14 | 15 | 16 | 17 | 18 | 19 | 20 |
| 21 | 22 | 23 | 24 | 25 | 26 | 27 |
| 28 | 29 | 30 | 31 |    |    |    |

| Пн | Вт | Ср | Чт | Пт | Сб | Вс |
|    |    |    |    | 1  | 2  | 3  |
| 4  | 5  | 6  | 7  | 8  | 9  | 10 |
| 11 | 12 | 13 | 14 | 15 | 16 | 17 |
| 18 | 19 | 20 | 21 | 22 | 23 | 24 |
| 25 | 26 | 27 | 28 | 29 | 30 |    |

| Пн | Вт | Ср | Чт | Пт | Сб | Вс |
|    |    |    |    |    |    | 1  |
| 2  | 3  | 4  | 5  | 6  | 7  | 8  |
| 9  | 10 | 11 | 12 | 13 | 14 | 15 |
| 16 | 17 | 18 | 19 | 20 | 21 | 22 |
| 23 | 24 | 25 | 26 | 27 | 28 | 29 |
| 30 | 31 |    |    |    |    |    |

| Пн | Вт | Ср | Чт | Пт | Сб | Вс |
|    |    | 1  | 2  | 3  | 4  | 5  |
| 6  | 7  | 8  | 9  | 10 | 11 | 12 |
| 13 | 14 | 15 | 16 | 17 | 18 | 19 |
| 20 | 21 | 22 | 23 | 24 | 25 | 26 |
| 27 | 28 | 29 | 30 |    |    |    |

| Пн | Вт | Ср | Чт | Пт | Сб | Вс |
|    |    |    |    | 1  | 2  | 3  |
| 4  | 5  | 6  | 7  | 8  | 9  | 10 |
| 11 | 12 | 13 | 14 | 15 | 16 | 17 |
| 18 | 19 | 20 | 21 | 22 | 23 | 24 |
| 25 | 26 | 27 | 28 | 29 | 30 | 31 |

| Пн | Вт | Ср | Чт | Пт | Сб | Вс |
| 1  | 2  | 3  | 4  | 5  | 6  | 7  |
| 8  | 9  | 10 | 11 | 12 | 13 | 14 |
| 15 | 16 | 17 | 18 | 19 | 20 | 21 |
| 22 | 23 | 24 | 25 | 26 | 27 | 28 |
| 29 | 30 | 31 |    |    |    |    |

| Пн | Вт | Ср | Чт | Пт | Сб | Вс |
|    |    |    | 1  | 2  | 3  | 4  |
| 5  | 6  | 7  | 8  | 9  | 10 | 11 |
| 12 | 13 | 14 | 15 | 16 | 17 | 18 |
| 19 | 20 | 21 | 22 | 23 | 24 | 25 |
| 26 | 27 | 28 | 29 | 30 |    |    |

| Пн | Вт | Ср | Чт | Пт | Сб | Вс |
|    |    |    |    |    | 1  | 2  |
| 3  | 4  | 5  | 6  | 7  | 8  | 9  |
| 10 | 11 | 12 | 13 | 14 | 15 | 16 |
| 17 | 18 | 19 | 20 | 21 | 22 | 23 |
| 24 | 25 | 26 | 27 | 28 | 29 | 30 |
| 31 |    |    |    |    |    |    |

| Пн | Вт | Ср | Чт | Пт | Сб | Вс |
|    | 1  | 2  | 3  | 4  | 5  | 6  |
| 7  | 8  | 9  | 10 | 11 | 12 | 13 |
| 14 | 15 | 16 | 17 | 18 | 19 | 20 |
| 21 | 22 | 23 | 24 | 25 | 26 | 27 |
| 28 | 29 | 30 |    |    |    |    |

| Пн | Вт | Ср | Чт | Пт | Сб | Вс |
|    |    |    | 1  | 2  | 3  | 4  |
| 5  | 6  | 7  | 8  | 9  | 10 | 11 |
| 12 | 13 | 14 | 15 | 16 | 17 | 18 |
| 19 | 20 | 21 | 22 | 23 | 24 | 25 |
| 26 | 27 | 28 | 29 | 30 | 31 |    |

## События
- 1493—1593 — Столетняя хорватско-османская война. Серия вооружённых конфликтов между Королевством Хорватия и Османской империей[1].
- 1507—1622 — Португало-персидская война. Ряд вооружённых конфликтов между колониалистской Португалией и вассальным Ормузом, с одной стороны, и Сефевидской империей, поддерживаемой англичанами, с другой[2].
- 1511—1641 — Малайско-португальская война. Вооружённый конфликт XVI-XVII веков, в котором Малаккский султанат при поддержке империи Мин, Голландской Ост-Индской компании (с 1607) и Джохора безуспешно сопротивлялся Португальской империи, стремившейся захватить Малакку и установить контроль над торговлей между Индией и Китаем[3].
- 1566—1609 — первый этап Нидерландской буржуазной революции (Восьмидесятилетняя война). Религиозно-идеологическая, политическая и социально-экономическая борьба Семнадцати провинций за независимость от испанского владычества[4].
  - 23 сентября—13 ноября  — осада Берген-оп-Зома[5].
- 1578—1590 — Турецко-персидская война[6].
- 1580—1589 — Португало-турецкая война[7].
- 1583—1588 — закончилась Кёльнская война[8].
- 1584—1589 — Календарные беспорядки. Столкновения в Риге между городским патрициатом и бюргерской оппозицией[9].

- 1585—1604 — Англо-испанская война[10].
  - 8 августа — гибель испанской Непобедимой армады в морском походе на Англию в Гравелинском сражении[11].
- 1585—1598 — Восьмая гугенотская война[12].
  - 12 мая — День баррикад. События в Париже в рамках французских религиозных войн, представлявшие собой стихийное народное восстание католиков против умеренной, колеблющейся, выжидательной политики короля Генриха III. Фактически было инициировано парижским «Советом Шестнадцати», представлявшим шестнадцать кварталов Парижа и Генрихом де Гизом, главой Католической лиги, и было скоординировано с послом Испании Бернардино де Мендоса[13].
- 1587—1588 — Абдулла-хан II отнял у Ирана: Хоросан с городами Мерв, Герат, Мешхед, Нишапур.
- 1587—1588 — Австрийская интервенция в Польше[14].
- Образование Африканской компании в Англии.
- Возникновение Гвинейской компании в Англии.
- Ташкентское восстание. Организовано высшей знатью и богатыми людьми Ташкента против Шейбанида Абдулла-хана II и его двоюродного брата Узбек-султана[15].
- Казахский хан Тауекель порвал вассальные отношения с бухарским ханом Абдуллой и начал войны с ним.
- Указ Хидэёси, положивший начало «охоте за мечами».

### Франция
- Католическая лига, возглавлявшаяся герцогом Гизом, захватила власть в Париже, а король Генрих III был вынужден бежать из столицы. Во время последующей осады города королевскими войсками почти 13 тысяч жителей погибли от голода.
- Король Генрих III распустил Католическую лигу: 
  - 12 мая — в Париже День баррикад[16].
  - 12—13 мая — восстание в Париже против короля. Король бежал в Шартр и стал искать помощи у Генриха Наваррского. В Орлеане, Амьене, Лионе, Руане, Пуатье, Гавре и других городах власть перешла к буржуазии. Создание Совета шестнадцати в Париже.
  - Декабрь — по приказу короля убиты Генрих Гиз и его брат кардинал.

### Речь Посполитая
- 1587—1588 — закончилась Австрийская интервенция в Польше[17].
  - 24 января — битва при Бычине[17].
- 28 января — Третий литовский статут, увеличивающий крепостную зависимость крестьянина[18].
- Сигизмунд III выступил против своего соперника на избирательном сейме 1587 года, эрцгерцога Австрийского Максимилиана, которого разбил под Бычиной и взял в плен (отпущен в 1589 году в обмен на отказ от притязаний на власть в Речи Посполитой)[18].
- Начало года — войско Крымского ханства, под предводительством Ислам II Гирея, по приказу Мурада III предпринял военный поход на Речь Посполитую (в качестве ответа на казацкие нападения)[19].

## Русское государство
Царствование: 1584—1598 — Фёдор Иванович
- 28 февраля (9 марта) — впервые во ввозной грамоте упомянут вместе с матерью Марией Фёдоровной — Пожарский Дмитрий Михайлович, получивший вместе с малолетними братьями поместья покойного отца в Мещовском и Серпейском уездах[20].
- 9 мая — Фёдор Иванович совершил богомольный поход в Николо-Угрешский монастырь, где во время обеда за царским столом Ф.М. Трубецкой и Г.А. Куракин затеяли местнический спор[21].
- 13 июля — в Москву приезжает константинопольский патриарх Иеремий II. После его представлению царю, Борис Годунов поднимает вопрос об учреждении в Москве Патриаршества. Первоначально шла речь о возможности перенесения самим Иеремием престола из захваченного турками Константинополя в Россию, но не в Москву, а во Владимир на Клязьме. Тогда же же патриарх отказывается, его ставят перед необходимостью постановления в патриархи русского иерарха собором русских епископов (патриарх поставлен в 1589 году)[22].
- В храм Василия Блаженного перенесены мощи известного юродивого Василия Блаженного, в специально пристроенный 10 придел, освящённый в его честь[23].
- Шуйский Дмитрий Иванович подвергся опале и находился в ссылке в Шуе[24].
- В Тобольске взяты в плен князь Сейдяк, Салтан и мурза Карача, которые в сентябре были отправлены в Москву[25].
- На службу Государю выехал родоначальник дворянского рода: Зенбулатовы[26].
- Местничество: 
  - Долгорукий Тимофей Иванович и Приимков-Ростовский Данила Борисович[27].
  - Трубецкой Тимофей Романович и Куракин Григорий Андреевич (1588-1589)[27].
  - Голицын Андрей Иванович и Трубецкой Тимофей Романович (второй раз в 1591 году)[28].
- Борис Годунов, из-за излишней набожности потерял сына, которого больного приказал носить в церковь Василия блаженного и там поить святой водой[29].

### Города и поселения
- 1582—1589 — строительство каменного Астраханского кремля (см. 1558 год)[30].
- 1588—1589 — перенесена и вновь возведена крепость Терки (Терки—3, всего 5), в 5 км. от впадения реки Тюменки в Каспийское море. Дерево-земельное укрепление имело гарнизон из стрельцов и артиллерию[31].
- Лето — по царскому указанию, на Волге для обороны торговых путей, начинается строительство крепости Царицын[22].
- Образование города Ворсма.
- Первое упоминание о населённых пунктах Пяткино, Белкино и Самсоново, входящих в современный г. Обнинск[32].
- Тобольск становится городом и центром Тобольского уезда[33].

### Руководители приказов
| Года      | Приказ            | Ф,И,О главы                 | Примечания |
| --------- | ----------------- | --------------------------- | ---------- |
| 1577-1594 | Разрядный приказ  | Щелкалов Василий Яковлевич  |            |
| 1570-1594 | Посольский приказ | Щелкалов Андрей Яковлевич   |            |
| 1570-1588 | Казанского дворца | Щелкалов Андрей Яковлевич   |            |
| 1584-1597 | Большого дворца   | Годунов Григорий Васильевич | Боярин     |
| 1586-1593 | Стрелецкий приказ | Годунов Иван Васильевич     | Боярин     |

## Начало правления
См.также: Список глав государств в 1588 году
- 1588—1648 — Кристиан IV, король Дании и Норвегии.
- 1588—1591 — Аския Сонгаи Исхак II.

## Родились

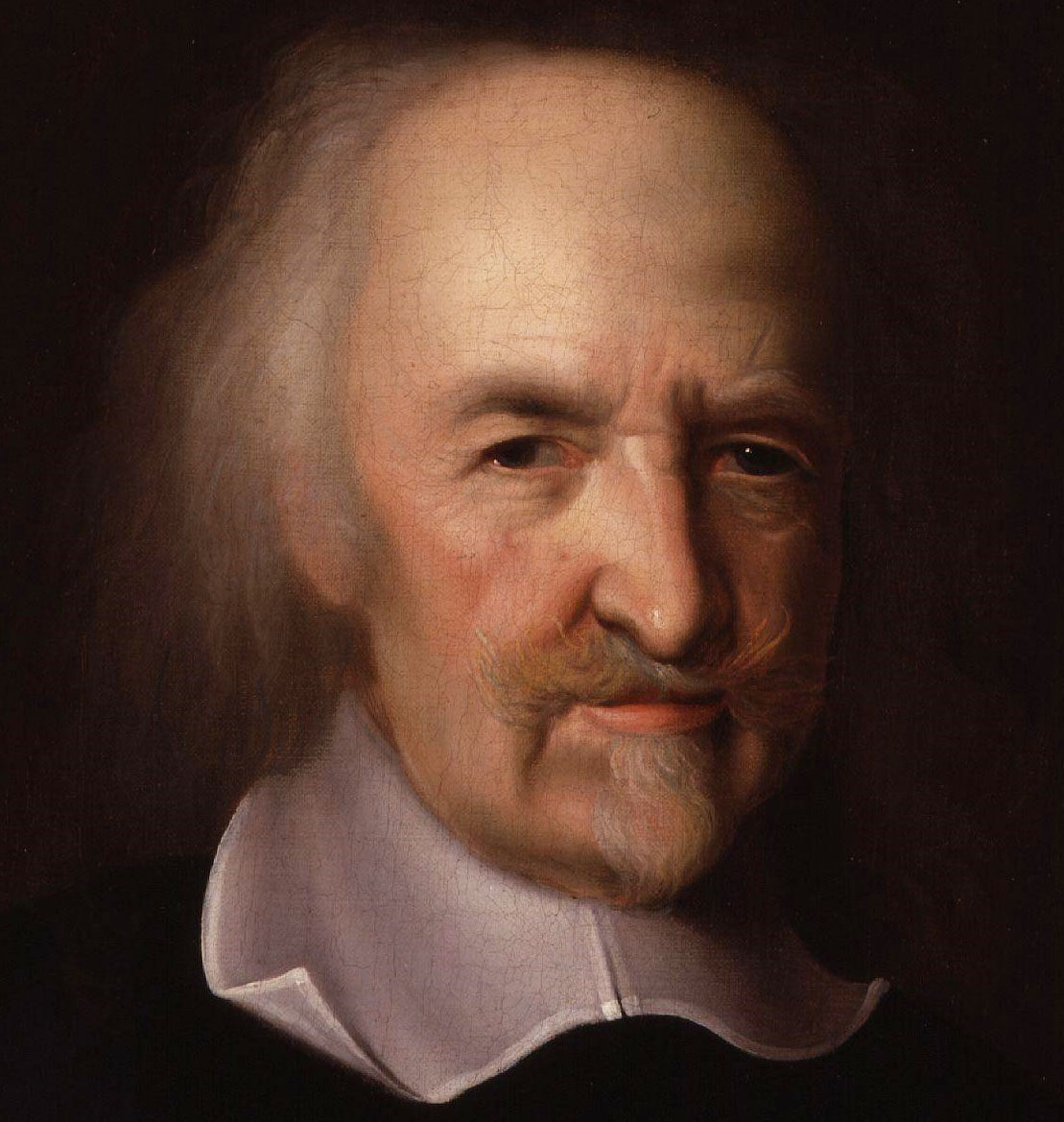
Изображение Томаса Гоббса

См. также: Категория:Родившиеся в 1588 году
- 5 апреля — Томас Гоббс — английский философ и литератор.
- Иоганн фон Альдринген — имперский фельдмаршал, участник Тридцатилетней войны.
- Иоганн Генрих Альстед — немецкий протестантский богослов.
- Оле Ворм — датский медик, коллекционер, натуралист.
- Генрих II Бурбон Конде, — 3-й принц де Конде.
- Констанция Австрийская — вторая супруга польского короля Сигизмунда III, дочь эрцгерцога Карла II и Марии Анны Баварской, мать польского короля Яна II Казимира.
- Марен Мерсенн — французский математик, физик, философ и теолог.
- Мадам де Рамбуйе — хозяйка парижского литературного салона эпохи Людовика XIV.
- Пьер Сегье — единственный герцог де Вильмор, канцлер Франции (с перерывами в 1650—1651 и 1652—1656 годах), член Французской академии.
- Хендрик Тербрюгген — нидерландский живописец.
- Марина Мнишек.

## Скончались

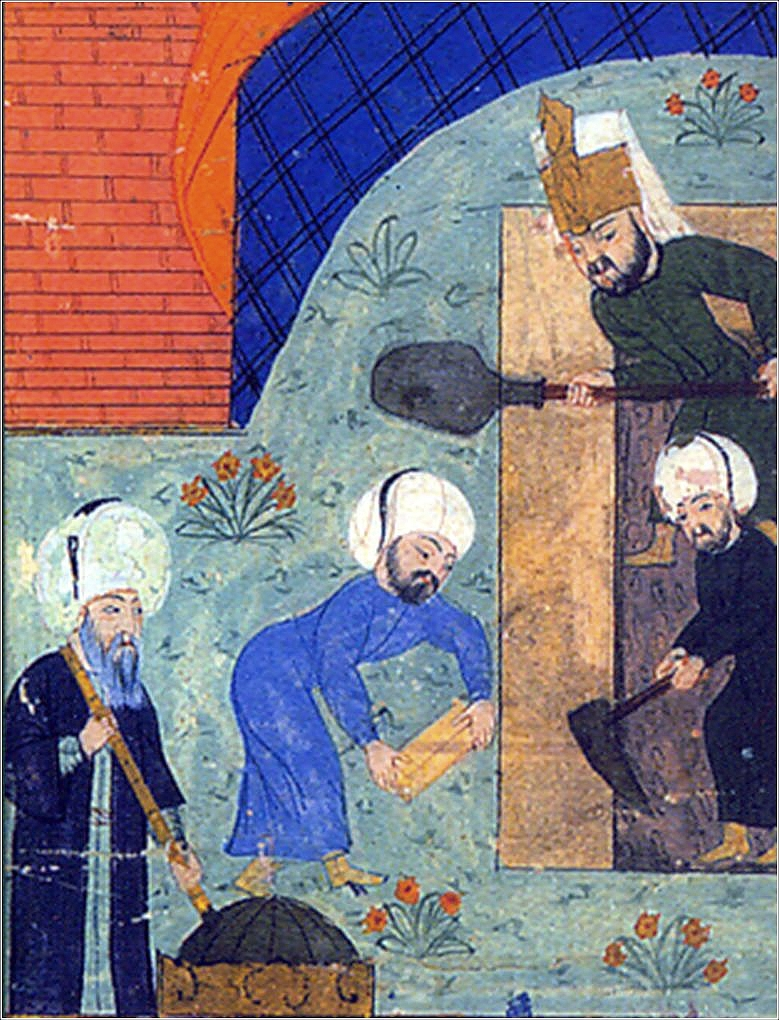
Предположительно изображение Синана (слева)

См. также: Категория:Умершие в 1588 году
- 9 марта — Помпоний Амальтео (род. 1505), итальянский живописец.
- 16 (26) ноября — Шуйский Иван Петрович, русский военный и государственный деятель, боярин[37].
- Паоло Веронезе — один из виднейших живописцев венецианской школы, прозванный Веронезе по месту рождения, сын скульптора Габриеля Калиари, ученик Антонио Бадиле.
- Иоганн Вейер — голландский врач и оккультист, ученик Агриппы Неттесгеймского.
- Генрих I де Гиз — принц де Жуанвиль, пэр Франции (1563—1588), кавалер ордена Святого Духа (1579). Французский военный и государственный деятель времён Религиозных войн во Франции. Глава Католической лиги. Старший сын Франсуа Лотарингского, герцога де Гиза.
- Роберт Дадли, граф Лестер — английский государственный деятель эпохи правления королевы Елизаветы I Тюдор, фаворит королевы.
- Далай-лама III — далай-лама с 1578 по 1588 год, сыграл, наряду с алтан-ханом, большую роль в распространении буддизма в Монголии.
- Жан Дора — французский поэт, учёный, член поэтического объединения «Плеяда».
- Генрих I Бурбон Конде — второй принц де Конде, выступавший на стороне протестантов во время религиозных войн. Соперник Генриха Наваррского, проведший многочисленные военные кампании против королевских войск.
- Николас Монардес — испанский ботаник и врач, в честь которого Карл Линней назвал род Монарда.
- Альваро де Басан Санта-Крус — испанский адмирал, 1-й маркиз Санта-Крус.
- Алонсо Санчес Коэльо — испанский художник-портретист, работал при дворе Филиппа II.
- Синан — архитектор и инженер, с 1538 года руководивший строительными работами при султане Сулеймане I, возводил мечети, укрепления, мосты и другие постройки.
- Бернардино Телезио — итальянский учёный и философ. Окончил Падуанский университет в 1535 году. Основное сочинение — «О природе вещей согласно её собственным началам» (1565; 9 книг в 1586).
- Фредерик II — король Дании и Норвегии с 1 января 1559 года, из династии Ольденбургов.
- Ци Цзигуан — китайский военный и национальный герой династии Мин. Прославился своей храбростью и лидерскими качествами во время борьбы против японских пиратов вдоль восточного побережья Китая.